# Gaspar DiGregorio
Gaspar o Gaspare DiGregorio (4 de octubre de 1905-11 de junio de 1970) fue un mafioso neoyorquino y miembro de alto rango de la familia criminal Bonanno que fue una figura clave en la "Guerra de las Bananas".
En octubre de 1964, durante los dos años de ausencia de Joseph Bonanno, DiGregorio aprovechó el descontento familiar por el papel del hijo de Joseph, Bill Bonanno, para reclamar el liderazgo de la familia. La Comisión de la Mafia nombró a DiGregorio como jefe de la familia Bonanno, y la revuelta de DiGregorio provocó cuatro años de luchas en la familia Bonanno, etiquetadas por los medios de comunicación como la "Guerra de las Bananas". Esto provocó una división en la familia entre los leales a Bill y los leales a DiGregorio.
A principios de 1966, DiGregorio supuestamente se puso en contacto con Bill para tener una reunión de paz. Bill accedió y sugirió la casa de su tío abuelo en Troutman Street en Brooklyn como lugar de reunión. El 28 de enero de 1966, cuando Bill y sus leales se acercaron a la casa, fueron recibidos a tiros; nadie resultó herido durante este enfrentamiento.
En 1968, DiGregorio fue herido por disparos de ametralladora y más tarde sufrió un ataque al corazón. La Comisión acabó descontenta con los esfuerzos de DiGregorio por sofocar la rebelión familiar, y finalmente abandonó a DiGregorio y pasó a apoyar a Paul Sciacca. En 1968, tras un ataque al corazón, Joseph puso fin a la guerra familiar aceptando retirarse como jefe y trasladarse a Arizona. Como parte de este acuerdo de paz, Bill también dimitió como consigliere y se mudó de Nueva York con su padre.
El 15 de junio de 1970, Gaspar DiGregorio murió de cáncer de pulmón en el St. John's Episcopal Hospital de Smithtown, Nueva York. Está enterrado en el Cementerio de San Carlos en Farmingdale, Nueva York. Sección 30, Fila X, Tumba #60.